# Blepharocerus chilensis
Blepharocerus chilensis is een vlinder uit de familie van de snuitmotten (Pyralidae). De wetenschappelijke naam van de soort is voor het eerst geldig gepubliceerd door Zeller.